# Carl Men-Ky Ching
Carl Men Ky Ching, né le 16 janvier 1944, est depuis 1988 membre du Comité exécutif de la FIBA ; il a été joueur et entraîneur avant d’être élu président de la Fédération de basket-ball de Hong Kong. En enchaînant ses cinq mandats à la présidence de la FABA, il a réussi à faire du basket-ball le premier sport de l’Asie qui attire aujourd’hui plus de 3 milliards d’amateurs. 
C'est durant le 17e Congrès de la FIBA qui s'est tenu à la veille du Championnat du monde de basket masculin 2002, le 27 août à Indianapolis (États-Unis), qu'il a été élu président de la FIBA, et ce pour un mandat de quatre ans. Liu Yumin, représentant de la Fédération chinoise du basket-ball FCBA, étant quant à lui élu comme commissaire exécutif. 
Son successeur, élu le mardi 29 août 2006 est l'Australien Bob Elphinston.